# Acer sanguineum
Acer sanguineum é uma espécie de árvore do gênero Acer, pertencente à família Aceraceae.